# Río Bolshói Yegorlyk
El río Bolshói Yegorlyk (del ruso: Большо́й Егорлы́к) o río Yegorlyk (Егорлы́к) es un río del krai de Stávropol, la república de Kalmukia y el óblast de Rostov, afluente por la izquierda del río Manych, a su vez tributario del río Don.

## Características
El río nace en las faldas del monte Strizhament (831 m) en la localidad de Novoyekaterínovskaya, 30 km al sur de Stávropol. Al principio toma dirección noroeste discurriendo por el suroeste montañoso del krai de Stávropol. Poco después es de su cauce natural a un valle a la derecha donde previamente estaba el lago Sengileyevskoye, ahora embalse Senguileyevskoye. El embalse es alimentado principalmente por el canal de Nevinnomynsk, de unos 50 km de longitud, que traslada agua del río Kubán a la cuenca del Yegorlyk. Parte de esa agua llega directamente al Yegorlyk, pasando por una central hidroeléctrica.
Otros embalses más pequeños se encuentran más abajo en el curso del río, como el embalse de Yegorlyk, pocos kilómetros por debajo de Senguilevskoye, o el embalse de Novotróitskaya, en Solnechnodolsk. Luego el río oma rumbo nordeste a través de la estepa y después vira hacia el oeste. Tras atravesar Privolnoye entra en el óblast de Rostov, donde gira al nordeste y luego al norte. En un corto tramo el río es frontera entre el óblast de Rostov y la república de Kalmukia.
El Bolshói Yegorlyk desemboca en el río Manych en Novi Manych, en el tramo del embalse Proletárskoye, a 25 km al nordeste de la ciudad de Salsk. El área de la desembocadura del Yegorlyk en el embalse esta prácticamente cubierta por los sedimentos del río. El río antes de entrar en el embalse tiene una anchura de hasta 80 m y entre 2,5-3 m de profundidad. En Novi Yegorlyk tiene un caudal de 38,2 m³/s.
Sus principales afluentes son los ríos Kalaly, Tashla, Bolshaya Kugulta y Rasipnaya.